# Suriname az 1960. évi nyári olimpiai játékokon
Suriname az olaszországi Rómában megrendezett 1960. évi nyári olimpiai játékok egyik részt vevő nemzete volt.
Wim Esajas volt az első sportoló Suriname-ból aki kvalifikálta magát az olimpiára, azonban egy sajnálatos félreértés miatt nem tudott részt venni a játékokon. Tévesen azt mondták neki, hogy az előfutamok délután lesznek lebonyolítva, így ő a délelőttöt pihenésre szánta, és mikor megérkezett a verseny helyszínére, már véget értek az előfutamok.

## Atlétika
Férfi 800 méteres síkfutás
- Wim Esajas